# Edwin Poots

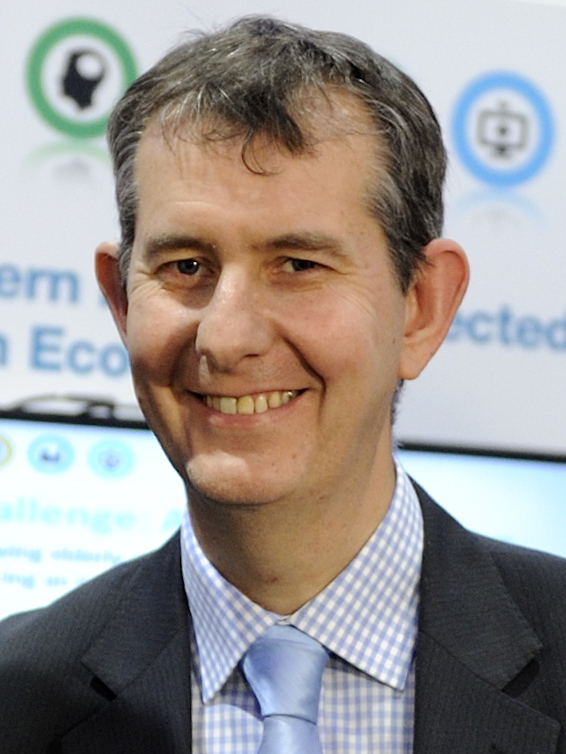
Edwin Poots (2013)

Edwin Poots (geboren am 27. Mai 1965 in Lisburn) ist ein nordirischer Politiker der unionistischen DUP, deren Vorsitz er im Frühjahr 2021 für einige Wochen innehatte. Seit 1998 ist er Mitglied der Nordirlandversammlung, später war er auf unterschiedlichen Positionen Mitglied der Regionalregierung. Von 2020 bis 2022 war er Minister für Landwirtschaft, Umwelt und den ländlichen Raum. Im Februar 2024 wurde er zum Sprecher der Nordirland-Versammlung gewählt.

## Werdegang
Edwin Poots ist eines von vier Kindern (zwei Jungen, zwei Mädchen) des später in die Politik gegangenen Landwirts Charles Boucher „Charlie“ Poots und seiner Frau Ethel. Der Vater war bei der UUP und der daraus nach einer Abspaltung hervorgegangenen DUP aktiv und mehrere Jahre Mitglied im nordirischen Parlament sowie im Stadtrat von Lisburn.
Seine politische Karriere begann Poots ebenfalls als Stadtrat von Lisburn. Bei der Parlamentswahl 1998 wurde er im Wahlkreis Lagan Valley erstmals in die Nordirlandversammlung gewählt. Das Mandat konnte Poots 2003, 2007, 2011, 2016 und 2017 erfolgreich verteidigen. Von Mai 2007 bis Juni 2008 stand er dem Kulturministerium, von Juli 2009 bis Mai 2011 dem Umweltministerium und von Mai 2011 bis September 2014 dem Gesundheitsministerium vor. Seit Januar 2020 ist er, mit einer kurzen Unterbrechung Anfang 2021, Minister für Landwirtschaft, Umwelt und den ländlichen Raum.
Mit Paul Givan verbindet Poots eine langjährige Freundschaft. Sie kommen aus der gleichen Stadt und haben ähnliche Ansichten, Poots gilt als Givans Mentor. Bereits als Teenager war Poots als Mitarbeiter in Givans Wahlkreisbüro tätig. Während Poots Zeit als Minister 2007/08 und 2009/10 fungierte Givan als sein Berater. Beide sind Mitglied der Freien Presbyterianischen Kirche. Da Arlene Foster im Frühjahr 2021 angekündigt hatte, sowohl den Posten der Regierungschefin als auch den DUP-Vorsitz abgeben zu wollen, rückte Poots, nachdem er sich bei der Wahl knapp gegen den Unterhausabgeordneten Jeffrey Donaldson durchgesetzt hatte, an die Spitze der Partei auf.  Auf den Posten des Ministerpräsidenten verzichte er und schlug stattdessen Givan vor, dessen Amtübernahme für den 14. Juni 2021 vorgesehen war. Eine hierfür notwendige Einigung mit Co-Regierungschefin Michelle O’Neill und ihrer Partei Sinn Féin kam bis zum 17. Juni zustande. Sie löste aber eine parteiinterne Revolte aus, aufgrund derer Poots noch am selben Abend den DUP-Vorsitz niederlegte.
Nach dem Tode von Christopher Stalford im Februar 2022 übernahm Poots dessen Sitz für den Wahlkreis Belfast South und machte so zugleich Platz in Lagan Valley für Paul Rankin. Bei der Wahl zum nordirischen Parlament im Mai 2022 kandidierte Poots dort und konnte erneut ein Mandat erringen.

## Religiöse und politische Ansichten
Poots zählt zum religiös-fundamentalistischen Flügel seiner Partei und vertritt einen Junge-Erde-Kreationismus. Er gilt als Gegner der Verbesserung der rechtlichen Stellung der LGBT-Gemeinschaft und insbesondere von gleichgeschlechtlichen Ehen, die er 2005 als „zum Ersten unnatürlich und zum Zweiten abscheulich“ (unnatural in the first instance ... abominable in the second instance) bezeichnet hatte. Partnerschaften zwischen Homosexuellen, die ein gemeinsames Kind erziehen, widersprechen für ihn der natürlichen Ordnung. Das auf den Brexit folgende Handelsabkommen zwischen der EU und Großbritannien und das damit verbundene Nordirland-Protokoll lehnt er ab mit der Begründung, es sei „freiweg lächerlich“ (frankly ridiculous).